# Ngiemboon
Die Sprache Ngiemboon ist eine der elf bantoiden Bamileke-Sprachen.
Sie wird in Kamerun von etwa 500.000 Menschen in der Westprovinz im Gebiet des Bambouto-Massivs gesprochen.
Die Dialekte der Sprache sind Batcham, Balatchi und Bamoungong, Balessing, Bangang, Batang. Viele Ngiemboonsprachigen leben in den Metropolen in Kamerun wie in Bafoussam, Douala, Yaoundé, Bertoua.